# Loxéville
Loxéville est un village et une ancienne commune française de la Meuse.

## Histoire
En 1851, une gare fut inaugurée sur la ligne de Paris à Strasbourg. Cette gare, située à mi-chemin entre Ernecourt, Loxéville et Cousances-lès-Triconville, et était baptisée « Ernecourt-Loxéville ». Fermée aux voyageurs, son bâtiment « Est » type 5 a été revendu comme habitation et a été réduit à l'état de ruine à la suite d'un incendie survenu en 2010.
Le 1er janvier 1973 (arrêté préfectoral en date du 21 novembre 1972), Loxéville fusionne avec Domremy-aux-Bois et Ernecourt pour former la nouvelle commune d'Erneville-aux-Bois, dont Ernecourt est le chef-lieu. Loxéville a le statut de commune associée.

## Démographie
| 1896 | 1906 | 1911 | 1926 | 1936 | 1946 | 1954 | 1962 | 1968 |
| ---- | ---- | ---- | ---- | ---- | ---- | ---- | ---- | ---- |
| 158  | 119  | 120  | 193  | 100  | 116  | 111  | 76   | 56   |

## Photographies historiques

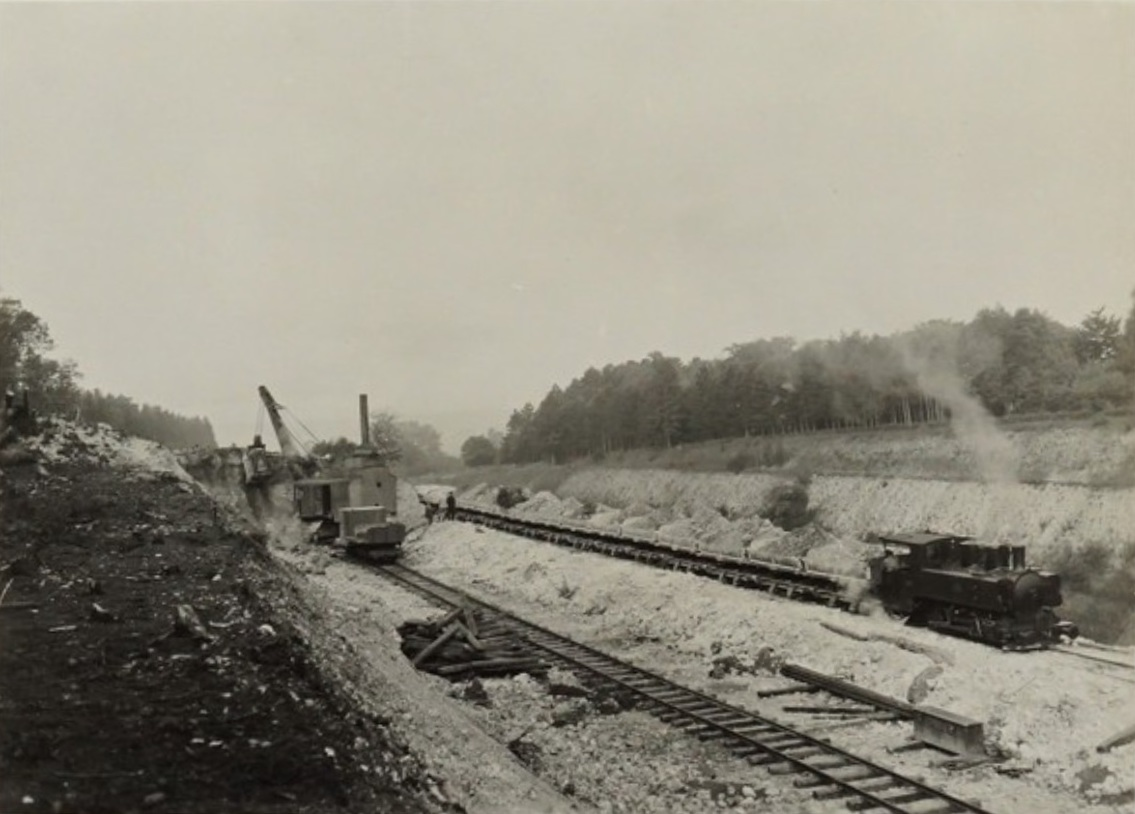
Compagnie des Chemins de Fer de l’Est. Quadruplement des voies de Vitry à l’Erneville, 1924-1928. Tranchée de Loxéville, 1re passe. Pelle 'Decauville' n° 49 au Klm 274,500[3].
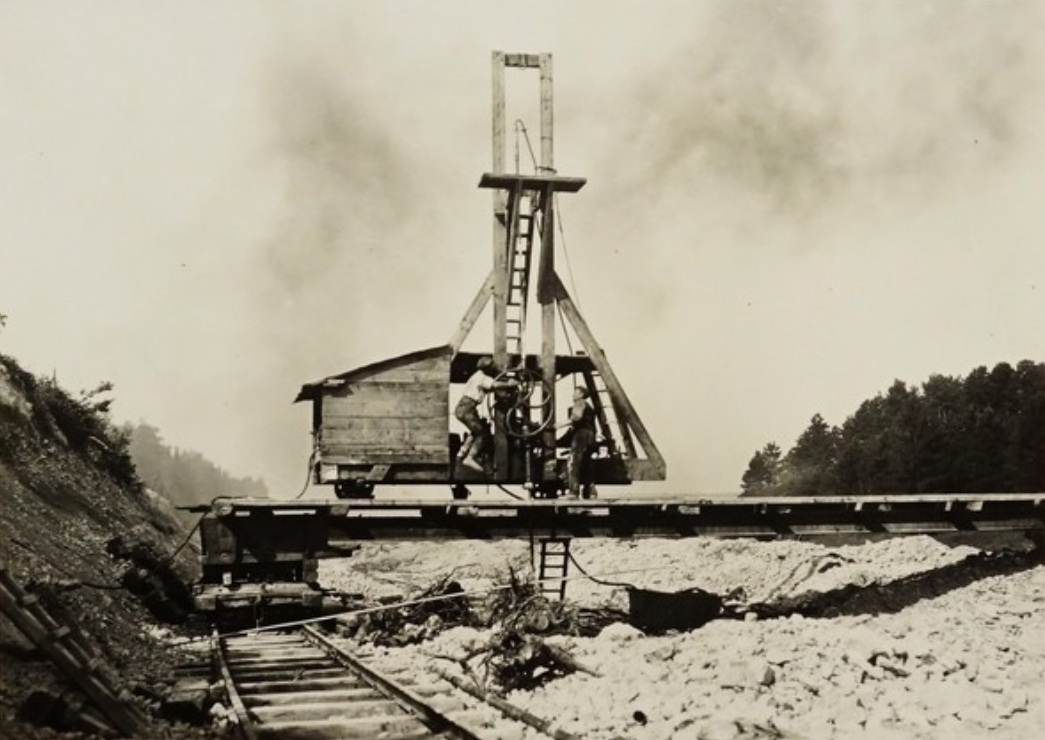
Les forages a la sondeuse, les mines précèdent l'extraction des deblais a la pelle a vapeur. Sondeuse Dérilhon en action dans la tranchée de Loxéville.
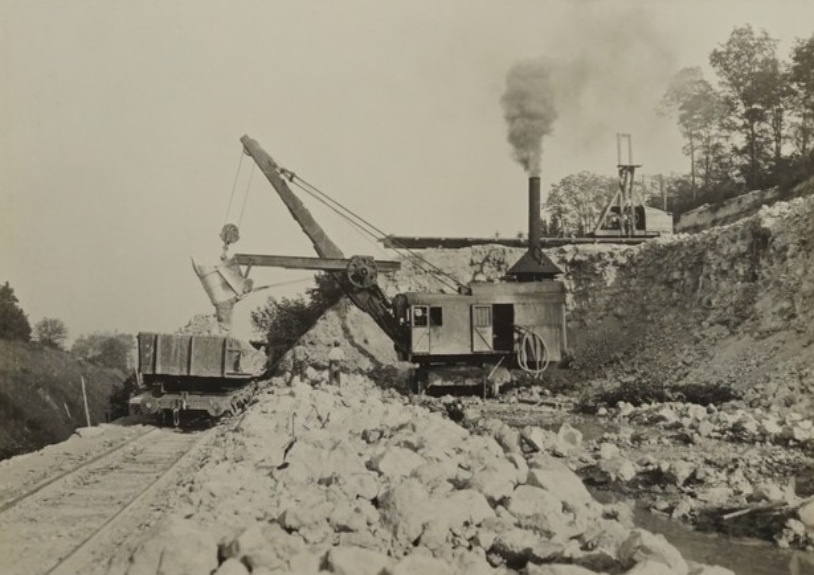
Agrandissement de la gare de l’Errouville. Exécution de la 2e passe dans la tranchée de Loxéville. Pelle Decauville n° 49 au Klm 274,300 au Klm 275<ref>